# Pawlo Doroschylow
Pawlo Jewhenowytsch Doroschylow (ukrainisch Павло Євгенович Дорошилов, russisch Павел Евгеньевич Дорошилов Pawel Jewgenjewitsch Doroschilow; * 18. Juli 1994 in Charzysk, Ukraine) ist ein russischer Amateurboxer im Superschwergewicht.
Doroschylow nahm unter anderem im September des Jahres 2018 an den 8. von der AIBA organisierten World University Boxing Championships teil. Dort bezwang er den Spanier Ayoub Ghadfa Drissi, den Letten Evanders Servuts sowie den Armenier Gurgen Hovhannesyan jeweils mit 5:0 Richterstimmen und errang somit die Goldmedaille.